# Первый отряд космонавтов СССР
Первый отряд космонавтов СССР — просторечное название группы (отряда) лётчиков-космонавтов, отобранных для первого и последующих полётов в космос в Союзе ССР.
Первый отряд космонавтов был сформирован в феврале — апреле 1960 года. Официальное наименование формирования — 1960: Группа ВВС № 1, а в другом источнике указано — Отряд космонавтов. Приказом Главкома ВВС ВС Союза ССР, от 7 марта 1960 года, на должность «слушателей-космонавтов» ЦПК ВВС были назначены первые 12 лётчиков.

«Для такого дела более всего пригоден лётчик, и, прежде всего, лётчик-истребитель. Это и есть универсальный специалист. Он пилот, и штурман, и связист, и бортинженер ….» — С. П. Королёв

## История
Развитие советской науки и техники позволили, к концу 1950-х годов, рассмотреть вопросы о полёте человека в космос. В начале 1959 года президент Академии наук Союза ССР Мстислав Келдыш провёл обсуждение вопросов полёта человека в космос, были подготовлены рабочие предложения в центральные партийные и государственные органы.
Решение об отборе и подготовке в отряд космонавтов к первому космическому полёту на космическом корабле «Восток» было принято в Постановлении ЦК КПСС и Совета Министров СССР № 22-10 «О медицинском отборе кандидатов в космонавты», от 5 января 1959 года, и в Постановлении Совета Министров СССР № 569—264 «О подготовке человека к космическим полётам», от 22 мая 1959 года.
Отбор кандидатов в космонавты поручили командованию формирований ВВС ВС Союза ССР, военным врачам и врачебно-лётным комиссиям, которые контролировали состояние здоровья лётчиков в частях и соединениях, а подготовка будущих космонавтов была поручена Военно-воздушным силам (ВВС) Вооружённых Сил СССР. Позже непосредственный отбор осуществлялся группой специалистов Центрального военного научно-исследовательского авиационного госпиталя (ЦВНИАГ). Отбором будущих космонавтов занимались: Е. А. Карпов, В. И.  Яздовский, Н. Гуровский, О. Газенко, А. Генин и другие. Кандидатами в космонавты выбирали лётчиков-истребителей  в возрасте до 35 лет, ростом до 175 см, весом до 75 кг.  Руководил программой В. И. Яздовский, имевший большой опыт отбора собак для полетов в космос. Работу медицинской комиссии Яздовского контролировала еще одна комиссия — Государственная межведомственная комиссия (ГМВК). Главной задачей ГМВК была фильтрация кандидатов на основе их политической надежности. По словам П. Р. Поповича, входившего в первый отряд космонавтов, «этим занимался КГБ».
В процессе первичного отбора были рассмотрены документы на 3 461 лётчика истребительной авиации. Для первичной беседы были отобраны 347 человек. По результатам бесед и амбулаторного медицинского обследования к дальнейшему медицинскому отбору были допущены 206 лётчиков, которые проходили окончательное стационарное обследование в ЦВНИАГ в период октябрь 1959 года по апрель 1960. За это время отказались быть космонавтами 72 человека, не прошли по предъявленным медицинским требованиям 105 человек. Полностью все этапы медицинского обследования прошли 29 человек.
11 января 1960 года приказом Главнокомандующего ВВС К. А. Вершинина была сформирована войсковая часть № 26266, задачей которой была подготовка космонавтов. Впоследствии эта часть была преобразована в Центр подготовки космонавтов ВВС (ЦПК). 24 февраля 1960 года начальником ЦПК был назначен полковник медицинской службы Евгений Карпов.
Мандатной комиссией были отобраны 20 человек.
7 марта 1960 года в первый отряд космонавтов были зачислены двенадцать человек — Иван Аникеев, Валерий Быковский, Борис Волынов, Юрий Гагарин, Виктор Горбатко, Владимир Комаров, Алексей Леонов, Григорий Нелюбов, Андриян Николаев, Павел Попович, Герман Титов, Георгий Шонин.
9 марта — Евгений Хрунов.
25 марта — Дмитрий Заикин, Валентин Филатьев.
28 апреля — Павел Беляев, Валентин Бондаренко, Валентин Варламов, Марс Рафиков.
17 июня — Анатолий Карташов.

В первом отряде космонавтов были 9 лётчиков ВВС, 6 лётчиков ПВО и 5 лётчиков авиации ВМФ. На момент зачисления самому старшему, Павлу Беляеву, было 34 года, самому младшему, Валентину Бондаренко — 23 года.
| Фамилия И. О.    | Родился    | Скончался  | Зачислен   | Отчислен/ уволился | Первый полёт/ причина отчисления |
| ---------------- | ---------- | ---------- | ---------- | ------------------ | -------------------------------- |
| Аникеев И. Н.    | 12-02-1933 | 20-08-1992 | 03-07-1960 | 1963-04-17         | дисциплина                       |
| Беляев П. И.     | 26-06-1925 | 10-01-1970 | 04-28-1960 | 1970-01-10         | 1965-03-18                       |
| Бондаренко В. В. | 16-02-1937 | 23-03-1961 | 04-28-1960 | 1961-03-23         | погиб                            |
| Быковский В. Ф.  | 02-08-1934 | 27-03-2019 | 03-07-1960 | 1982-01-26         | 1963-06-14                       |
| Варламов В. С.   | 15-08-1934 | 02-10-1980 | 04-28-1960 | 1961-03-06         | здоровье                         |
| Волынов Б. В.    | 18-12-1934 |            | 07-03-1960 | 05-30-1990         | 1969-01-15                       |
| Гагарин Ю. А.    | 09-03-1934 | 27-03-1968 | 03-07-1960 | 1968-03-27-        | 1961-04-12                       |
| Горбатко В. В.   | 03-12-1934 | 17-05-2017 | 03-07-1960 | 1982-08-2-         | 1969-10-12                       |
| Заикин Д. А.     | 29-04-1931 | 20-10-2013 | 03-25-1960 | 1969-10-25         | здоровье                         |
| Карташов А. Я.   | 25-08-1932 | 11-12-2005 | 06-17-1960 | 1961-04-07         | здоровье                         |
| Комаров В. М.    | 16-03-1927 | 24-04-1967 | 03-07-1960 | 1967-04-24         | 1964-10-12                       |
| Леонов А. А.     | 30-05-1934 | 11-10-2019 | 03-07-1960 | 1982-01-26         | 1965-03-18                       |
| Нелюбов Г. Г.    | 31-03-1934 | 18-02-1966 | 03-07-1960 | 1963-04-17         | дисциплина                       |
| Николаев А. Г.   | 05-09-1929 | 03-07-2004 | 03-07-1960 | 1982-01-26         | 1962-08-11                       |
| Попович П. Р.    | 05-10-1930 | 30-09-2009 | 03-07-1960 | 1982-01-26         | 1962-08-12                       |
| Рафиков М. З.    | 29-09-1933 | 23-07-2000 | 04-28-1960 | 1962-03-24         | дисциплина                       |
| Титов Г. С.      | 11-09-1935 | 20-09-2000 | 03-07-1960 | 1970-06-17         | 1961-08-06                       |
| Филатьев В. И.   | 21-01-1930 | 15-09-1990 | 03-25-1960 | 1963-04-17         | дисциплина                       |
| Хрунов Е. В.     | 10-09-1933 | 19-05-2000 | 03-09-1960 | 1980-12-25         | 1969-01-15                       |
| Шонин Г. С.      | 03-08-1935 | 06-04-1997 | 03-07-1960 | 1979-04-28         | 1969-10-11                       |

Летом 1960 года была выделена группа из шести космонавтов для подготовки к первому полёту (юридически оформлена приказом Главкома ВВС № 176 11 октября): Юрий Гагарин, Герман Титов, Андриян Николаев, Павел Попович, Анатолий Карташов и Валентин Варламов. Эта группа продолжила непосредственную подготовку к первому полёту человека в космос (однако вскоре по медицинским показателям А. Карташов был заменён Григорием Нелюбовым, а В. Варламов — Валерием Быковским).
Шесть первых кандидатов в космонавты: Юрий Гагарин, Герман Титов, Григорий Нелюбов, Андриян Николаев, Павел Попович и Валерий Быковский в период декабрь 1960 — январь 1961 года готовились к первому полёту в космос в Жуковском. Центр подготовки космонавтов тогда уже был учреждён, но практически ещё не работал. Основные тренировки проходили в одном из филиалов Лётно-исследовательского института, в лаборатории № 47, где находилась модель космического корабля «Восток-3А».
Тренировками космонавтов руководил знаменитый летчик-испытатель Герой Советского Союза Марк Лазаревич Галлай. Когда кто-то из них занимал свое место в «шарике» корабля, Галлай говорил: «Поехали!», — и начиналось воспроизведение штатных и нештатных ситуаций полета. Команда «Поехали!» звучала на каждой тренировке, к ней привыкли. А Марк Лазаревич рассказывал потом, что команду эту еще до войны давал на тренировках один из летчиков-инструкторов ленинградского аэроклуба, где учился летать сам Галлай.
К сдаче выпускных экзаменов 17—18 января 1961 года были допущены все 6 кандидатов в космонавты. Первый экзамен прошёл в филиале ЛИИ. Во время экзамена кандидаты в космонавты поочерёдно влезали в кабину космического корабля «Восток», служившую тренажёром. После экзамена на тренажёре будущий космонавт в течение 40-50 минут докладывал приёмной комиссии о работе на космическом корабле в штатных и нештатных ситуациях, отвечал на вопросы (оценки «отлично» получили Гагарин, Титов, Николаев и Попович, «хорошо» — Нелюбов и Быковский). На следующий день экзамены продолжились на военном аэродроме около посёлка Чкаловский (сейчас это один из районов Щёлково). Там все показали отличные знания. Рассмотрев личные дела, характеристики и результаты экзаменов, приёмная комиссия записала в акте: «Рекомендуем следующую очерёдность использования космонавтов в полётах: Гагарин, Титов, Нелюбов, Николаев, Быковский, Попович».
25 января приказом Главкома ВВС № 21 все члены группы были первыми зачислены на должности космонавтов.
23 марта 1961 года командиром отряда был назначен Юрий Гагарин.
12 апреля 1961 года первый космический полёт совершил Юрий Гагарин, его дублёром был Герман Титов, запасным космонавтом — Григорий Нелюбов.

## Список первого отряда космонавтов (по дате первого полета)

### Совершившие первый полет в рамках программы «Восток»
1. Юрий Гагарин (1934—1968), лётчик морской авиации, один космический полёт: 12 апреля 1961 года, Восток-1. Погиб 27 марта 1968 года в авиакатастрофе.
2. Герман Титов (1935—2000), лётчик ПВО, один космический полёт: 6 августа—7 августа 1961 года, Восток-2. Покинул отряд космонавтов 17 июня 1970 года. Умер 20 сентября 2000 года.
3. Андриян Николаев (1929—2004), лётчик ПВО, два космических полёта: 11 августа—15 августа 1962 года, Восток-3; 1 июня—18 июня 1970 года, Союз-9. Покинул отряд космонавтов 26 января 1982 года. Умер 3 июля 2004 года.
4. Павел Попович (1930—2009), лётчик ВВС, два космических полёта: 12 августа—15 августа 1962 года, Восток-4; 3 июля—19 июля 1974 года, Союз-14. Покинул отряд космонавтов 26 января 1982 года. Умер 30 сентября 2009 года.
5. Валерий Быковский (1934—2019), лётчик ВВС, три космических полёта: 14 июня—19 июня 1963 года, Восток-5; 15 сентября—23 сентября 1976 года, Союз-22; 26 августа—3 сентября 1978 года, Союз-31. Покинул отряд космонавтов 26 января 1982 года. Умер 27 марта 2019 года.

### Совершившие первый полет в рамках программы «Восход»
1. Владимир Комаров (1927—1967), лётчик-инженер ВВС, два космических полёта: 12 октября 1964 года, Восход-1; 23 апреля—24 апреля 1967 года, Союз-1. Погиб при посадке спускаемого аппарата Союза-1 24 апреля 1967 года.
2. Павел Беляев (1925—1970), лётчик морской авиации, один космический полёт: 18 марта—19 марта 1965 года, Восход-2. Умер 10 января 1970 года.
3. Алексей Леонов (1934—2019), лётчик ВВС, два космических полёта: 18 марта—19 марта 1965 года, Восход-2; 15 июля—21 июля 1975 года, Союз-19. Покинул отряд космонавтов 26 января 1982 года. Умер 11 октября 2019 года.

### Совершившие первый полет в рамках программы «Союз»
1. Борис Волынов (р. 1934), лётчик ПВО, два космических полёта: 15 января—18 января 1969 года, Союз-5; 6 июля—24 августа 1976 года, Союз-21. Покинул отряд космонавтов 17 марта 1990 года.
2. Евгений Хрунов (1933—2000), лётчик ВВС, один космический полёт: 15 января—17 января 1969 года, Союз-5. Покинул отряд космонавтов 25 декабря 1980 года. Умер 19 мая 2000 года.
3. Георгий Шонин (1935—1997), лётчик морской авиации, один космический полёт: 11 октября—16 октября 1969 года, Союз-6. Покинул отряд космонавтов 28 апреля 1979 года. Умер 6 апреля 1997 года.
4. Виктор Горбатко (1934—2017), лётчик ВВС, три космических полёта: 12 октября—17 октября 1969 года, Союз-7; 7 февраля—25 февраля 1977 года, Союз-24; 23 июля—31 июля 1980 года, Союз-37. Покинул отряд космонавтов 28 августа 1982 года. Умер 17 мая 2017 года.

## Не совершившие полетов

### Отчисленные по медицинским показаниям
1. Валентин Варламов (1934—1980), лётчик ПВО, отчислен из отряда 6 марта 1961 года.
2. Анатолий Карташов (1932—2005), лётчик ВВС, отчислен из отряда 7 апреля 1961 года.
3. Дмитрий Заикин (1932—2013), лётчик ВВС, отчислен из отряда 25 октября 1969 года.

### Погибший
Валентин Бондаренко (1937—1961), лётчик ВВС, погиб при пожаре в барокамере 23 марта 1961 года.

### Отчисленные за дисциплинарные нарушения
1. Марс Рафиков (1933—2000), лётчик ПВО, отчислен из отряда 24 марта 1962 года.
2. Иван Аникеев (1933—1992), лётчик морской авиации, отчислен из отряда 17 апреля 1963 года.
3. Григорий Нелюбов (1934—1966), лётчик морской авиации, отчислен из отряда 17 апреля 1963 года.
4. Валентин Филатьев (1930—1990), лётчик ПВО, отчислен из отряда 17 апреля 1963 года.

## Фотосъёмки космонавтов
К отряду космонавтов был прикреплен фотограф Игорь Снегирев. Из соображений секретности под его снимками ставилась подпись без фамилии — «Фото АПН». Самая знаменитая фотография Игоря Снегирева — Гагарин с Королевым сидят на лавочке и улыбаются. По утверждению сына фотографа, российского журналиста Юрия Снегирева, «снимок украшает рабочий стол нынешнего генерального конструктора. Висел в рамочке на станции „Мир“, пока ее не затопили». В архиве «Россия сегодня» размещены 72 фотографии Снегирева, сделанные им в период работы с отрядом с 1961 по 1968 год. Среди них — съемки совместного отдыха Германа Титова и Юрия Гагарина в Крыму, космонавты в кругу своих семей и на тренировках.
Фотосъёмками космонавтов с 1961 по 1964 год занимался и Борис Смирнов (впоследствии — режиссер, кинооператор, профессор ВГИК). Сперва он работал гражданским сотрудником, взятым на должность кинорадиомеханика в 17-летнем возрасте, затем проходил армейскую службу в отряде. В его круг основных обязанностей входило обслуживание киносъемочной техники и обучение космонавтов навыкам киносъемки. В 2011 году в Центре братьев Люмьер прошла его выставка, на которой впервые широкой публике представили 60 ранее неопубликованных фотографий, на них — Юрий Гагарин, Герман Титов, Андриан Николаев, Павел Попович, Валентина Терешкова, Валерий Быковский, Алексей Леонов, Григорий Нелюбов, Валентина Пономарева, Ирина Соловьева запечатлены в неформальной обстановке. Показаны будни и повседневная жизнь отряда. По словам Смирнова, фотографии космонавтов потребовал весной 1961 года сделать лично Хрущёв, который при этом пожелал посмотреть как они выглядят в домашней обстановке, c женами и детьми. До этого фотографировать космонавтов было запрещено.
Также первых космонавтов фотографировали сотрудник отряда Василий Михайлович Батурин (его известный снимок — Гагарин в шлеме с парашютным кольцом) и Вера Жихаренко, штатный фотограф Института авиационно-космической медицины.